# "Weird Al" Yankovic in 3-D
"Weird Al" Yankovic in 3-D (spesso chiamato semplicemente come In 3-D) è il secondo album del musicista statunitense "Weird" Al Yankovic, pubblicato il 28 febbraio 1984, da Rock 'n Roll Records. L'album è stato prodotto dall'ex chitarrista dei The McCoys, Rick Derringer. Registrato tra l'ottobre e il dicembre 1983, l'album è stato il seguito di Yankovic al suo LP di debutto di modesto successo, "Weird Al" Yankovic.
L'album è costruito attorno a parodie e medley della musica pop e rock della metà degli anni '80. La metà dell'album è composta da parodie di artisti come Michael Jackson, Men Without Hats, la Greg Kihn Band, i Police e Survivor. L'altra metà dell'album contiene molte "parodie di stile", imitazioni musicali che si avvicinano, ma non copiano direttamente, un'opera specifica di artisti esistenti. Queste parodie di stile includono imitazioni di artisti come Bob Marley e i B-52. Questo album ha segnato una svolta musicale dal debutto omonimo di Yankovic, in quanto gli arrangiamenti delle parodie erano ora più vicini agli originali. Inoltre, la fisarmonica non era più utilizzata in ogni canzone, ma solo dove ritenuto appropriato o comicamente inappropriato. L'album è anche noto per essere il primo album pubblicato da Yankovic a includere una polka medley di canzoni di successo. Questi medley di canzoni di successo, impostati sulla musica polka, da allora sono apparsi in quasi tutti gli album di Yankovic.
"Weird Al" Yankovic in 3-D ha ricevuto recensioni per lo più positive e ha raggiunto il numero diciassette della Billboard 200 e il numero sessantuno in Australia. L'album ha anche prodotto uno dei singoli più famosi di Yankovic, "Eat It" (una parodia di "Beat It" di Michael Jackson), che ha raggiunto il numero dodici della Billboard Hot 100. Questa canzone è stata il singolo più alto di Yankovic nelle classifiche fino a "White & Nerdy" dal suo album del 2006 Straight Outta Lynwood ha raggiunto il numero nove nella classifica Billboard del 21 ottobre 2006. "Eat It" è anche arrivato al numero uno in Australia, rendendolo l'unico singolo numero uno di Yankovic in qualsiasi paese. L'album ha anche prodotto due successi americani minori, "King of Suede", che ha raggiunto il numero sessantadue, e "I Lost on Jeopardy", che ha raggiunto il numero ottantuno. L'album è stato il primo disco d'oro di Yankovic e ha ottenuto il certificato di platino per vendite di oltre un milione di copie negli Stati Uniti. "Eat It" ha vinto un Grammy Award come miglior singolo o album in una commedia, parlato o musical (Best Comedy Performance Single or Album, Spoken or Musical) nel 1985.

## Produzione

### Registrazione
Nell'ottobre 1983, Yankovic iniziò a registrare il suo secondo album al Santa Monica Sound Recorders, a Santa Monica, in California. Per produrlo, chiamò l'ex chitarrista dei McCoys Rick Derringer, che ha anche prodotto il primo album di Yankovic. Dietro Yankovic c'erano Jon "Bermuda" Schwartz alla batteria, Steve Jay al basso e Jim West alla chitarra. Durante la prima sessione di registrazione dell'album, sono state registrate cinque canzoni originali: "Nature Trail to Hell", "Mr. Popeil", "Buy Me a Condo", "Midnight Star" e "That Boy Could Dance". Due mesi dopo, Yankovic iniziò a registrare le cinque parodie e polka medley che sarebbero apparse sull'album: "Eat It", "King of Suede", "I Lost on Jeopardy", "Theme from Rocky XIII (The Rye or the Kaiser)" ,"The Brady Bunch" e "Polkas on 45".

Ogni canzone dell'album di debutto di Yankovic era stata suonata con una fisarmonica, accompagnata da basso, chitarra e batteria. Con In 3-D, Yankovic decise di limitare la fisarmonica a determinate sezioni, in particolare il polka medley "Polkas on 45". Nella sezione "Ask Al" del suo sito web, Yankovic ha spiegato: "Al giorno d'oggi, lo uso solo su canzoni originali in cui ritengo che una fisarmonica sia appropriata, e su canzoni parodia in cui sento che una fisarmonica è [comicamente] inappropriata... e, naturalmente, sui polka medley. Non sto minimizzando affatto la fisarmonica - di solito propongo la fisarmonica su tre o quattro canzoni per album, che sono tre o quattro canzoni basate sulla fisarmonica in più rispetto alla maggior parte degli album della Top 40!"
"È una specie di contraccolpo dal primo album, dove avevamo la fisarmonica su tutto. È diventato un po' travolgente per me. Per un po' ho relegato la fisarmonica solo ai polka medley. Probabilmente userò un po' più di fisarmonica in futuro; ricevo lettere da persone che dicono di sentire la mancanza della fisarmonica nei dischi".

- "Weird Al" Yankovic, parlando della mancanza di fisarmonica su In 3-D

### Originali
Uno dei primi originali registrati per l'album è stata "Midnight Star", un'ode amorevole ai tabloid immaginari dei supermercati. Le note di copertina di Permanent Record affermano che un articolo di Weekly World News sull'"Incredible Frog Boy" ha contribuito a ispirare la canzone. Secondo Yankovic, la maggior parte dei titoli dei tabloid erano reali. Ha trascorso diverse settimane raccogliendo e sfogliando vecchi tabloid per trovare titoli sciocchi. Inizialmente pensava che "Midnight Star" avrebbe dovuto essere il singolo principale per l'album, ma in seguito cedette e pubblicò invece "Eat It". "Buy Me a Condo" è una parodia di stile di Bob Marley e del genere reggae in generale.
"Mr. Popeil" è una canzone che parla dell'inventore Sam Popeil (il padre dell'inventore Ron Popeil) e delle sue miriadi di invenzioni di varia utilità. Musicalmente, è una parodia di stile dei The B-52s, qualcosa che Robert Christgau disse una volta "sfrutta la somiglianza altrimenti fatale di Yankovic con Fred Schneider." Uno dei cantanti di supporto della traccia è la sorella di Ron Popeil, Lisa Popeil. Durante la registrazione della canzone, Yankovic si è imbattuto in un articolo su Lisa Popeil e la sua carriera di cantante; in seguito le chiese se sarebbe stata interessata ad apparire nella canzone, e lei acconsentì.
L'ultima canzone originale ad essere registrata per l'album è stata "Nature Trail to Hell", su un film slasher "in 3-D"; [8] Il film in 3D ha avuto una breve rinascita nel 1981-83, con artisti del calibro di Parasite, Friday the 13th Part III e Amityville 3-D sono orrori 3-D di successo. Al 3:40, la canzone ha un messaggio al contrario che dice "Satan mangia Cheez Whiz!"  Questa, a sua volta, era una parodia dello spavento satanico del mascheramento durante i primi anni '80. La rivista online Pitchfork Media ha accennato più volte alla canzone, una volta paragonandola a "Thrill Kill" dei The Damned, e un'altra volta definendo sarcasticamente la canzone un "classico".

### Parodie e Polka medley
La prima parodia registrata per l'album è stata "The Brady Bunch", una parodia di "The Safety Dance" di Men Without Hats, in cui il narratore esprime la sua antipatia per la sitcom The Brady Bunch. La canzone contiene anche un adattamento lirico della "Brady Bunch Theme Song", qualcosa che Yankovic avrebbe poi fatto nella sua parodia "Money for Nothing / Beverly Hillbillies" da UHF (1989).

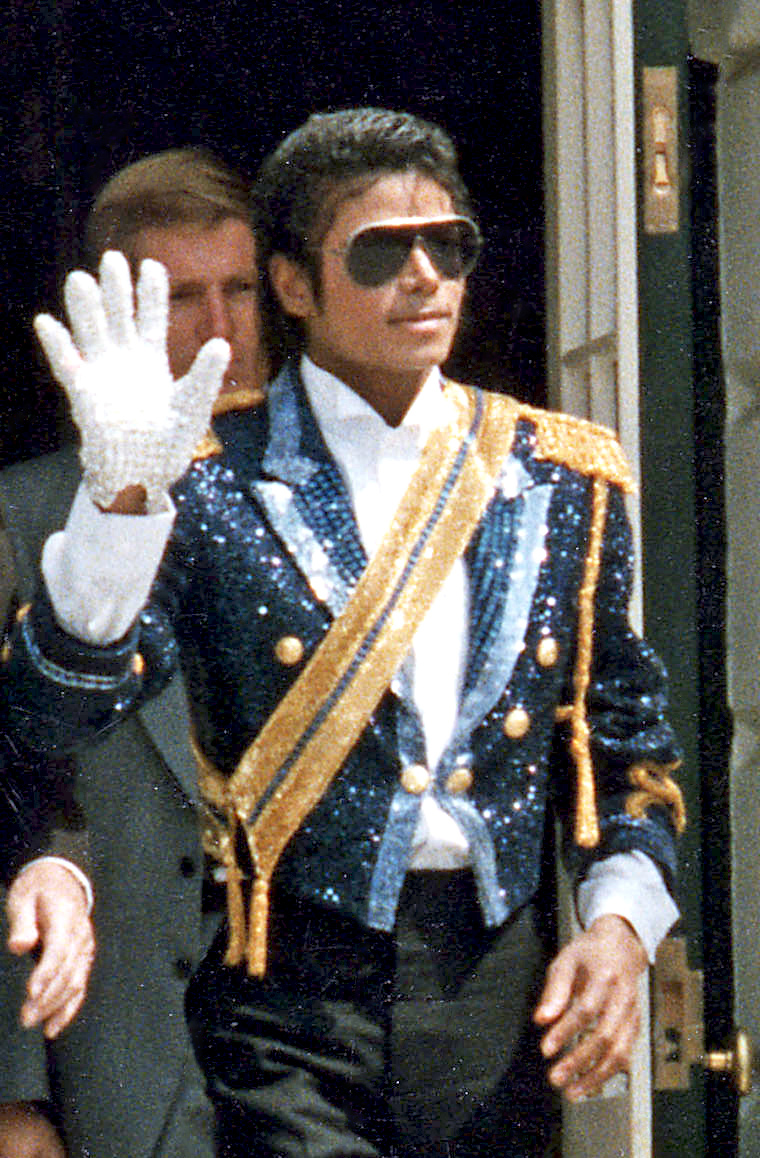
Michael Jackson, il compositore di "Beat It", pensava che la parodia di Yankovic fosse "un'idea divertente".

Lo stesso giorno in cui è stato registrato "The Brady Bunch", Yankovic ha iniziato a lavorare a "I Lost on Jeopardy", una parodia di "Jeopardy" della Greg Kihn Band. La canzone descrive una situazione in cui il narratore perde in modo spettacolare nel game show Jeopardy!. L'annunciatore dello spettacolo Don Pardo presta la sua voce a un segmento della canzone. Per creare la parodia, Yankovic ha chiarito l'idea non solo con Greg Kihn, ma anche con Merv Griffin, che ha creato lo spettacolo. Don Pardo, Art Fleming e Kihn sono apparsi tutti nel video musicale. Kihn, il compositore della canzone originale, è stato estremamente soddisfatto e lusingato dalla parodia. Nel 2009, Kihn ha scritto un blog sul suo MySpace intitolato "Weird Al and Mailbox Money", in cui si complimentava con la commedia di Yankovic e spiegava i meccanismi di come funziona una parodia. Kihn si riferisce agli assegni di royalty che riceve ancora da "I Lost on Jeopardy" come "Mailbox Money".
Le parodie successive ad essere registrate furono Theme from Rocky XIII (The Rye or the Kaiser), una parodia di Eye of the Tiger dei Survivor su un Rocky Balboa slavato, che ora gestisce una gastronomia; e King of Suede, una parodia di King of Pain dei Police, su un proprietario di un negozio di abbigliamento che rivendica il titolo titolare. Per cercare informazioni su quest'ultimo, Yankovic andava in giro nei negozi di tessuti prendendo appunti. In seguito ha osservato: "Ho ricevuto molti sguardi cattivi dai gestori dei negozi".
La parodia finale registrata per l'album è stata Eat It, una parodia di Beat It di Michael Jackson, sulla ricerca di un genitore esasperato di far mangiare bene il proprio bambino esigente. Yankovic ha formulato l'idea durante una sessione di brainstorming tra lui, Robert K. Weiss e il suo manager Jay Levey. Si scambiavano idee l'un l'altro fino a quando all'improvviso "[avevano] scritto tutto". Sebbene sapesse che il modo migliore per ottenere il permesso di parodiare una canzone fosse attraverso il cantautore ufficiale, Yankovic non era sicuro del tipo di reazione avrebbe ottenuto da Jackson quando gli fosse stato presentato il testo della parodia. Tuttavia, Jackson presumibilmente pensava che fosse una "idea divertente" e consentì la parodia. Nel mockumentary The Compleat Al, c'è una scena che ritrae l'incontro fittizio di Yankovic e Jackson. Musicalmente, la parodia è leggermente diversa dall'originale, essendo ambientata in una chiave modificata, effetti sonori comici e un assolo di chitarra ispirato a Eddie Van Halen del produttore di Yankovic Rick Derringer.
"Eat It" è stato il primo di Yankovic - e, fino a "Smells Like Nirvana" (1992), il suo unico - Top Forty hit, raggiungendo il numero dodici della Billboard Hot 100. È stato anche il singolo di Yankovic con le classifiche più alte fino a "White & Nerdy "ha raggiunto il numero nove nella classifica Billboard del 21 ottobre 2006. "Eat It" è stato un successo mondiale, riuscendo persino a raggiungere il numero uno in Australia. Per molti anni, Yankovic è diventato noto colloquialmente come "The 'Eat It' guy." Si riferisce a questo in modo sarcastico sul suo Twitter personale; sotto la descrizione c'è scritto "Sai... il ragazzo di Eat It".
Una delle ultime canzoni registrate per l'album è stata "Polkas on 45". La canzone, il cui titolo è una versione del nuovo atto Stars on 45, è un miscuglio di canzoni rock popolari degli anni '60 e '70. "Polkas on 45" si è evoluto da un primo miscuglio di polka che Yankovic aveva suonato quando aprì la band new wave Missing Persons nel 1981. Questa prima versione includeva parti di varie canzoni new wave, tra cui "Jocko Homo" dei Devo, "Homosapien" di Pete Shelley, "Sex Junkie" dei Plasmatics, "T.V.O.D" dei The Normal, "Bad Boys Get Spanked" dei The Pretenders, "TV Party" dei Black Flag, "Janitor" dei Suburban Lawns e "People Who Died" di Jim Carroll. Dopo che gli è stato chiesto come sceglieva le canzoni da includere, Yankovic ha risposto: "Scelgo solo canzoni che suonano leggermente meglio in stile polka, nel modo in cui Dio voleva".

## Risposta dalla critica
L'album ha ricevuto un punteggio di quattro stelle e mezzo da AllMusic, con Eugene Chadbourne che ha detto: "Con un album alle spalle, Weird Al Yankovic fa gran parte dei miglioramenti che ci si aspetta dai nuovi artisti quando ottengono un secondo crack in una pubblicazione un anno dopo..." Christopher Thelen del Daily Vault ha scritto che "Tutto sommato, questo disco ha mantenuto la promessa che Yankovic era destinato alla grandezza..." Inoltre, "Weird Al" Yankovic in 3-D è stato anche nominato uno dei 10 migliori album dell'anno nel 1984 dalla rivista People. Den of Geek ha persino nominato In 3-D come uno dei "10 motivi per cui il 1984 è stato un grande anno per i film geek", nonostante non sia un film. Il 1 ° novembre 2011, la rivista Spin ha nominato In 3-D il diciassettesimo album comico più grande di tutti i tempi.

Tuttavia, non tutte le recensioni furono positive. Robert Christgau diede all'album una valutazione C +, definendolo "Pazzo per le orecchie". Alcuni critici furono divisi su come Yankovic compose, suonò e registrò le sue parodie, rispetto al suo album di debutto del 1983. Il Daily Vault ha così commentato:
Dal punto di vista della parodia, Yankovic è sempre riuscito a lanciare un loop diverso nella musica per farla sembrare diversa dalla canzone su cui era basata. (Mi è piaciuto il fatto che ora Yankovic scriva parodie per suonare esattamente come la canzone originale.) Di conseguenza, "Theme From Rocky XIII" non ha la nitidezza come la canzone originale dei Survivor, "The Brady Bunch" è accelerato (sia nel tempo che nel tono) da "The Safety Dance" dei Men Without Hats, e "Eat It" prende "Beat It" di Michael Jackson e alza il tono.
Molte delle canzoni e dei singoli di In 3-D sarebbero poi apparse nelle compilation dei più grandi successi di Yankovic. "Eat It" e "I Lost on Jeopardy" sono apparsi sia nel primo album "Weird Al" Yankovic's Greatest Hits (1988) che in The Essential "Weird Al" Yankovic (2009); quest'ultimo includeva anche "Polkas on 45". Sono apparse sette delle canzoni dell'album ("Polkas on 45", "Midnight Star", "Eat It", "Mr. Popeil", "I Lost on Jeopardy", "Buy Me a Condo" e "King of Suede") nel box set di Yankovic Permanent Record: Al in the Box.
Al 27 ° Grammy Awards nel 1985, "Weird Al" Yankovic ha vinto il suo primo Grammy Award, il miglior singolo o album di una commedia, parlato o musicale, per il suo singolo di successo "Eat It".

## Risposta commerciale
"Weird Al" Yankovic in 3-D è stato distribuito il 28 febbraio 1984. Il 28 aprile ha raggiunto il numero 17, dove è rimasto per tre settimane consecutive. In 3-D ha trascorso un totale di ventitré settimane sul grafico. Ha avuto successo anche in Australia, dove ha raggiunto il numero 61 della classifica degli album. Anche molti dei singoli dell'album hanno avuto successo. "Eat It" alla fine vendette oltre mezzo milione di copie, raggiunse il numero dodici a livello nazionale nella Billboard Hot 100 e ottenne la certificazione Gold. È stato anche un successo mondiale, raggiungendo il numero trentasei nel Regno Unito e il numero uno in Australia. A marzo 2012, "Eat It" è attualmente l'unico singolo numero uno di Yankovic in qualsiasi paese. "King of Suede" e "I Lost on Jeopardy", i singoli successivi dell'album, hanno raggiunto il picco nella Hot 100 rispettivamente ai numeri 61 e 82.
Il 30 aprile 1984, due mesi dopo la sua uscita, l'album è stato certificato Gold dalla Recording Industry Association of America (RIAA),  diventando il primo disco d'oro di Yankovic. Il 18 agosto 1995, è stato certificato Platinum dalla RIAA.

## Tracce
1. Eat It (Parodia di Beat It di Michael Jackson) - 3:19
2. Midnight Star - 4:35
3. The Brady Bunch (Parodia di The Safety Dance di Men Without Hats) - 2:41
4. Buy Me a Condo - 3:45
5. I Lost on Jeopardy (Parodia di Our Love's in Jeopardy della The Greg Kihn Band) - 3:26
6. Polkas on 45 - 4:23
7. Mr. Popeil - 4:42
8. King of Suede (Parodia di King of Pain di Police) - 4:12
9. That Boy Could Dance - 3:34
10. Theme from Rocky XIII (Parodia di Eye of the Tiger dei Survivor) - 3:37
11. Nature Trail to Hell - 5:50

## Musicisti
- "Weird Al" Yankovic - Fisarmonica, Pianoforte, Cantante
- Rick Derringer - Chitarra, Mandolino
- Steve Jay - Banjo, Chitarra(Bassa)
- Warren Luening - Tromba
- Joel Peskin - Clarinetto
- Lisa Popiel - Coro
- Petsye Powell - Coro
- Pat Regan - Pianoforte
- Andrea Robinson - Coro
- Jim West - Chitarra
- Jimmy "Z" Zavala - Sassofono
- Jon "Bermuda" Schwartz - Batteria
- Don Pardo - annunciatore